# Африканські зірчасті черепахи
Африканські зірчасті черепахи (Psammobates) — рід черепах родини Суходільні черепахи підряду Схованошиї черепахи. Має 3 види.

## Опис
Загальна довжина представників цього роду коливається від 12 до 24 см. Голова помірно великого розміру. Морда дещо витягнута. Карапакс масивний, овальної форми. Хребцеві щитки підняті догори. Краї пластрону та карапаксу зубчаті (у кожного виді ці зубці різного розміру). Кінцівки доволі потужні.
Голова має коричневе, оливкове, бежеве забарвлення. Карапакс коричневий або оливковий з різними відтінками. Від центру кожного щитка карапаксу проходять радіальні лінії яскравого кольору, нагадуючи за формою зірки. Пластрон світліший за карапакс. Шкіра шиї, кінцівок й хвоста темна.

## Спосіб життя
Полюбляють прибережні та аридні місцини, напівпустелі, пустелі, савани, невисокі пагорби. Зустрічаються на висоті до 100 м над рівнем моря. Активні вдень. Харчуються рослинною їжею.
Самиці відкладають від 1 до 4 яєць. Інкубаційний період триває від 150 до 220 діб.

## Розповсюдження
Мешкають у Південно-Африканській Республіці, Намібії, Ботсвані.

## Види
- Psammobates geometricus
- Psammobates oculiferus
- Psammobates tentorius